# Бановці-над-Ондавою
Бановці-над-Ондавою (словац. Bánovce nad Ondavou) — село, громада в окрузі Михайлівці, Кошицький край, Словаччина. Село розташоване на висоті 122 м над рівнем моря. Населення — близько 760 осіб (96 % словаки).
Вперше згадується в 1326 році.

## Інфраструктура
В селі є поштове відділення, залізнична станція та футбольне поле.

## Географія
Протікає Правобережний канал.

## Населення
| Рік:            | 1994. | 2004. | 2014.   | 2024.   |
| --------------- | ----- | ----- | ------- | ------- |
| Кількість осіб: | 754   | 754   | 726     | 701     |
| Різниця:        |       | +0 %  | -3,71 % | -3,44 % |

| Рік:            | 2023. | 2024.   |
| --------------- | ----- | ------- |
| Кількість осіб: | 705   | 701     |
| Різниця:        |       | -0,56 % |